# Mihalik István
Mihalik István (Szeged, 1933. február 28. –) magyar közgazdász, egyetemi tanár, a közgazdaságtan történetének a kutatója.

## Élete
Még hároméves sem volt, amikor szülei Baranya megyébe költöztek. Így az elemi- és középiskolát Pellérden, Mohácson, Villányban és Pécsett végezte. A kertész- és szőlész szakmunkás-bizonyítvány megszerzése után a Villányi Állami Gazdaságban kezdett dolgozni brigádvezető-helyettesként. Innen szakérettségis kollégiumba került. Az érettségi után egy év kihagyással 1952-ben kezdte el egyetemi tanulmányait, melyet kitüntetéses diplomával fejezett be a Marx Károly Közgazdaság-tudományi Egyetem politikai gazdaságtan szakán. 
Tanulmányai befejezése után 1956-ban a Marx Károly Közgazdaság-tudományi Egyetem Politikai Gazdaságtan tanszékére került gyakornoki beosztásba, és a közgazdasági elméletek története oktatásába kapcsolódott be. Már az 1956/57-es tanévben vizsgáztatott miniszteri engedéllyel. (Az akkori felsőoktatási törvény előírásai szerint a két éves gyakornokság idején sem vizsgáztatni, sem előadást tartani nem lehetett.) 1958-ban tanársegéd, illetve párhuzamosan 1956/59-ben kollégiumi nevelőtanár, majd igazgató. 1959 tavaszán az egyetem aspirantúrára jelöli azzal a kikötéssel, hogy értekezésének témáját a modern polgári közgazdaságtan tárgyköréből válassza.
1959 szeptembere és 1963 júniusa között függetlenített aspiráns Moszkvában az MGU Közgazdasági Karán, ahol kandidátusi értekezésében  Alvin Hansen – az ismert amerikai keynesista közgazdász – nézeteit elemezte. Az aspirantúra befejezése után ismét az Marx Károly Közgazdaság-tudományi Egyetemen oktatott közgazdasági elméletek történetét egész-, illetve másodállásban 1963-68-ban adjunktusi, 1968-84-ben docensi, 1984-től professzori beosztásban. Nem csak a Marx Károly Közgazdaság-tudományi Egyetemen tanította ezt a tárgyat, hanem három tanéven keresztül orosz nyelven a Gödöllői Agrártudományi Egyetemen, 1992 szeptembere óta a Miskolci Egyetem Gazdaságtudományi Karán másodállású, illetve részfoglalkozásúként, Tatabányán munkanélküli mérnököknek szervezett mérnök-közgazdász képzés keretében és a keszthelyi egyetem PhD programja keretében is. 
1971 februárjában a Művelődésügyi Minisztériumba kerül, ahol főelőadóként, majd főosztályvezető-helyettesként dolgozott. 1977 október 1-től 1993-ban történt megszüntetéséig vezette a közgazdaság-tudományi egyetem szervezeti keretébe és egyben minisztériumi felügyelet alá is tartozó PTK-t (Pedagógus-közgazdászok továbbképzési és információs központja). Ennek megszüntetése után a Magyar Közgazdasági Felsőoktatás-történeti Kutatócsoportot vezette. 1996 augusztus 1-vel a Budapesti Közgazdaságtudományi Egyetem nyugdíjba vonultatta. Kutatási-tudományos tevékenysége középpontjában – oktatói tevékenységéhez kapcsolódóan – természetesen a közgazdaságtan története áll. A tanszéki munkamegosztásból adódóan – kandidátusi értekezésének témája dacára – az ún. szocialistákkal kell foglalkoznia.  E témakörből Szigeti Endrével közösen 9 tananyagot írtak, melyből kettőt a Kossuth Könyvkiadó jelentetett meg. E témakörhöz 20 cikke, tanulmánya, 5 fordítása és számos idegen nyelven íródott cikk ismertetése kapcsolódik. Külön említést érdemel a 20-as évek szovjet közgazdasági vitáit ismertető, elemző tevékenysége. 
Az 1970-es években a szocialista országokban csak az ő előadásain kaptak a hallgatók bővebb információt Buharin, Csajanov, Feldman, Preobrazsenszkij nézeteiről és a különböző vitákról. Publikációs tevékenységében 24 írásában  – melyek a 70-es évek közepétől jelentek meg – a Nobel-emlékdíjas közgazdászokkal ismertette meg az olvasókat. Ezek az írásai a Közgazdasági Szemle és az Egyetemi Szemle szaklapokban, továbbá az MKKE újságjában a Közgazdászban jelentek meg. Oktatásszervezési, illetve oktatás-módszertani kérdésekkel 12 publikációjában foglalkozott. A PTK keretében vezetése alatt alakult meg 1983-ban A magyar közgazdasági gondolkodás története tanszékközi kutatócsoport. A magyar közgazdasági gondolkodás történetéhez kapcsolódóan foglalkozott Varga Jenő, Láng Lajos (az MKT alapító elnöke) és Szabó Kálmán tevékenységével. 
A Magyar Közgazdasági Társaság megalakulásának centenáriumára Bárányné Szabadkai Évával és Szigeti Endrével közösen feldolgozták az MKT történetét, melynek egy része 1994-ben könyvként is megjelent. A magyar közgazdasági gondolkodás történetéhez 13 – ebből kettő könyv – publikációja, 8 kötet szerkesztése, valamint Szabó Kálmánnak és Mátyás Antalnak a 70. születésnapjuk tiszteletére rendezett tudományos konferencia megszervezése kapcsolódik. 29 idegen nyelvű tanulmány (könyv és folyóirat-cikk) magyar nyelvű ismertetése valamint 11 szakfordítás is kapcsolódik a nevéhez. Eddig 100 szűken értelmezett publikációja jelent meg, de ha publikációnak tekintjük az idegen nyelvű tanulmányok ismertetését, a szakfordítást és a szerkesztést is, akkor kb. 180. 
Külön érdemes megemlíteni az 1980-tól végzett szerkesztői tevékenységét, melynek során 41 kiadványt szerkesztett és ebből 39 a Politikai gazdaságtan füzetek, illetve a Közgazdaságtani (f)irkák sorozatban jelent meg. Ezek a kiadványok  egyetemi és főiskolai politikai gazdaságtan oktatók írásait tartalmazták és a kritikus szakmai, stiláris és nyelvhelyességi megjegyzésekért -- még akkor sem ha az esetek zömében ez a szerző részére jelentős többlet munkát, javítást okozott -- a kollégák őszinte hálával emlékeznek vissza. Számos nemzetközi konferencián vett részt A közgazdasági elméletek történetével foglalkozók közül például Lodzban, Moszkvában, Pozsonyban, Szófiában, oktatás-módszertani illetve oktatásszervezési kérdésekkel foglalkozókkal pedig Berlinben, Besztercebányán, Havannában, Moszkvában, Olmuczban, Pozsonyban és Ungváron. Hosszabb-rövidebb tanulmányúton volt Angliában, Leningrádban, Lipcsében, Moszkvában, Szófiában.
Az MKKE Általános Karán tagja volt a kari Doktori Tanácsnak, a Rudas László pályázatra benyújtott tanulmányok kari bíráló bizottságának, az OM-ben működő Politikai gazdaságtan Szakbizottságnak, a Tájékoztató szerkesztő bizottságának. Számos kandidátusi és doktori értekezés bíráló bizottságában vett részt tagként vagy titkárként. Tudományos konzulense  volt két aspiránsnak és egy PhD-snek, akik értekezésükben Keynes, Marshall illetve Varga István nézeteit elemezték.
„Az 1945 előtt működő neves közgazdászok rehabilitásáért indított küzdelem már az 1980-as évek elején megkezdődött. ... E munkákat nagymértékben segítette, hogy Mihalik István professzor vezetésével a Budapesti Közgazdaság-tudományi Egyetemen megalakult 1983-ban a magyar közgazdasági gondolkodás történetét feldolgozó tanszékközi kutatócsoport, ... Részleges feldolgozásra került ... Neubauer (Abay) Gyula, Surányi-Unger Tivadar, Heller Farkas, Földes Béla, Kádas Kálmán, Kautz Gyula, Láng Lajos, Mariska Vilmos, Theiss Ede és mások munkássága. Jeles esemény volt 1988-ban Heller Farkas Közgazdaságtan c. kétkötetes könyvének megjelentetése a Közgazdasági és Jogi Könyvkiadónál. Az elmúlt években a Közgazdasági és Jogi Könyvkiadó „A társadalomtudomány magyar klasszikusai” c. reprint sorozatát az ismert gazdasági nehézségek miatt megszüntette, és a Mihalik István vezette kutatócsoport sem folytathatta munkáját" Sipos Béla. Közgazdász-statisztikus tudósok a Pécsi Erzsébet Tudományegyetemen. Statisztikai Szemle. 1997. 2. sz.  A kutatócsoport tagjai – 18 fő – más tanszékeken dolgoztak. 1986-ban a csoport minisztériumi kutatás támogatást pályázott meg. Ahogy ez lenni szokott, a kért összegnek csak a 22%-át kapták meg. Ezért csak 8 fővel tudott kutatási szerződést kötni, azaz minimális anyagi támogatást nyújtani a kutatáshoz. A csoport tagjai foglalkoztak még Háy László, Liska Tibor, Péter György, Takaróné Gál Beatrix tevékenységével, illetve a „második reformnemzedéknek”, a gazdasági reformot elindító 1966-os májusi KB. határozat előkészítésének és a Magyar Gazdaságkutató Intézetnek a történetével.
A Királyhelmeci Városi Egyetemen (határon túli képzés) is oktatott 1997–2004 között.

## Legfontosabb publikációi
- Imperializmus vagy monopolkapitalizmus? Közgazdasági Szemle, 1967. április[3]
- Karl Marx: A politikai gazdaságtan bírálatának alapvonalai. Közgazdasági Szemle, 1972. december[4]
- Fejezetek a marxista-leninsta közgazdaságtan történetéből. (Szigeti Istvánnal) Kossuth Kiadó, 1972.[5]
- Egy klasszikus mű jubileumára (Kétszáz éves A. Smith: „A nemzetek gazdagsága” című műve) (Szigeti Endrével) Közgazdasági Szemle, 1976. május. [6]
- A környezetvédelem társadalmi – gazdasági kérdései. [szerkesztő] MKKE Politikai Gazdaságtan Oktatók Továbbképzési és Információs Központja, 1988
- Adalékok Buharinról (születésének 100. évfordulójára) Egyetemi Szemle, 1988. 4. sz.[7]
- Magyar közgazdászok arcképvázlatai (Karvasy Ágoston, Kutz Gyula, Heller Farkas, Háy László) Mihalik István dr. (szerkesztette) Budapesti Közgazd. Egyetem, 1991
- Orosz-magyar közgazdasági szótár. (társszerző Petuhova Tatjána) Aula Kiadó, 1997
- Közgazdasági helyesírási szótár. Szakszavak, kifejezések, szókapcsolatok és rövidítések gyűjteménye.  (Társszerző Bárányné Szabadkai Éva) Tinta Könyvkiadó, 2002